# Havasasszonyfalva
Havasasszonyfalva (románul: Săcel, németül: Frauendorf) falu Romániában, Erdélyben, Kolozs megyében.

## Fekvése
Kolozsvártól délnyugatra, Léta várától délre, Magyarléta és Járabánya közt fekvő település.

## Története
Nevét 1456-ban p. Azonffalva, Assonfalwa néven említette először oklevél.
1500-ban p. Azzonfalwa néven Léta vár tartozéka, 1652-ben pedig Aszonyffalua integra néven gyalui várbirtok volt.
1808-ban Asszonyfalva, Szecsel, 1888-ban Havas-Asszonyfalva, telep, 1913-ban Havasasszonyfalva néven írták.
A trianoni békeszerződés előtt Torda-Aranyos vármegye Alsójárai járásához tartozott.
1910-ben 729 lakosából 682 fő román, 44 cigány volt. A népességből 684 fő görögkatolikus, 43 görögkeleti ortodox volt.
A 2002-es népszámláláskor 455 lakója közül 409 fő (89,9%) román nemzetiségű, 36 (7,9%) cigány etnikumú, 10 fő (2,2%) magyar nemzetiségű volt.